# Henrik VI. Angleški
Henrik VI. Angleški, angleški kralj, * 1422, † 1471
Henrik VI. je vladal v letih od 1422 do 1461 ter 1470 do 1471. Bil je sin Henrika V. in je prestol nasledil nemudoma po očetovi smrti star 9 mesecev. Med njegovo vladavino je prišlo do vojne rož, leta 1453 pa se je končala stoletna vojna. Trpel je zaradi neprištevnosti. V bojih za prestol je bil ujet in zaprt v Towru, medtem ko je vladal Edvard IV. Nato ga je grof R.N. Warwick leta 1470 spet postavil za kralja, vendar ga je Edvard IV. ponovno zaprl, nato so ga pozneje ubili.
| Henrik VI. Angleški Hiša LancasterPodveja Hiša Plantagenet Rojen: 6. december 1421 Umrl: 21. maj 1471 |                                       |                                                         |
| Vladarski nazivi                                                                                      |                                       |                                                         |
| Predhodnik: Henrik V.                                                                                 | Kralj Anglije Lord Irske 1422–1461    | Naslednik: Edvard IV.                                   |
| Predhodnik: Edvard IV.                                                                                | Kralj Anglije Lord Irske 1470–1471    | Naslednik: Edvard IV.                                   |
| Predhodnik: Karel VI.                                                                                 | Kralj Francije sporen kralj 1422–1453 | Naslednik: Karel VII. kot neporen kralj                 |
| Plemstvo Anglije                                                                                      |                                       |                                                         |
| NezasedenoZadnji nosilec nazivaHenrik Monmouthski                                                     | Vojvoda Cornwalla 1421–1422           | NezasedenoNaslednji nosilec nazivaEdvard Westminsterski |
| Francoska aristokracija                                                                               |                                       |                                                         |
| Predhodnik: Henrik Monmouthski                                                                        | Vojvoda Akvitanije 1422–1453          | priključitev k Franciji                                 |